# Tour International de la Wilaya d’Oran
Die Tour International de la Wilaya d’Oran (kurz: Tour d’Oranie) war ein algerisches Straßenradrennen. Das Etappenrennen führte durch die Region rund um die Stadt Oran.
Das Radrennen wurde 2015 erstmals unter dem Namen Tour Internationale d’Oranie ausgetragen. Es gehörte zur UCI Africa Tour und war in der UCI-Kategorie 2.2 eingestuft.
Premierensieger wurde der einheimische Radrennfahrer Azzedine Lagab. 2017 wurde das Rennen abgesagt. 2018 wurde das Rennen unter dem Namen Tour International de la Wilaya d’Oran ausgetragen. Dies war ebenfalls die letzte Austragung des Rennens.

## Sieger
| Jahr | Sieger          | Zweiter           | Dritter        |
| ---- | --------------- | ----------------- | -------------- |
| 2015 | Azzedine Lagab  | Nabil Baz         | Adil Barbari   |
| 2016 | Luca Wackermann | Essaïd Abelouache | Tomas Vaitkus  |
| 2018 | Laurent Évrard  | Davide Rebellin   | Azzedine Lagab |